# Multi Ahorro
Multi Ahorro Hogar actualmente es una cadena uruguaya de comercio electrónico y para el hogar, perteneciente al Grupo Ta-Ta. Cuenta con sucursales en todo el territorio nacional.

## Historia de la compañía

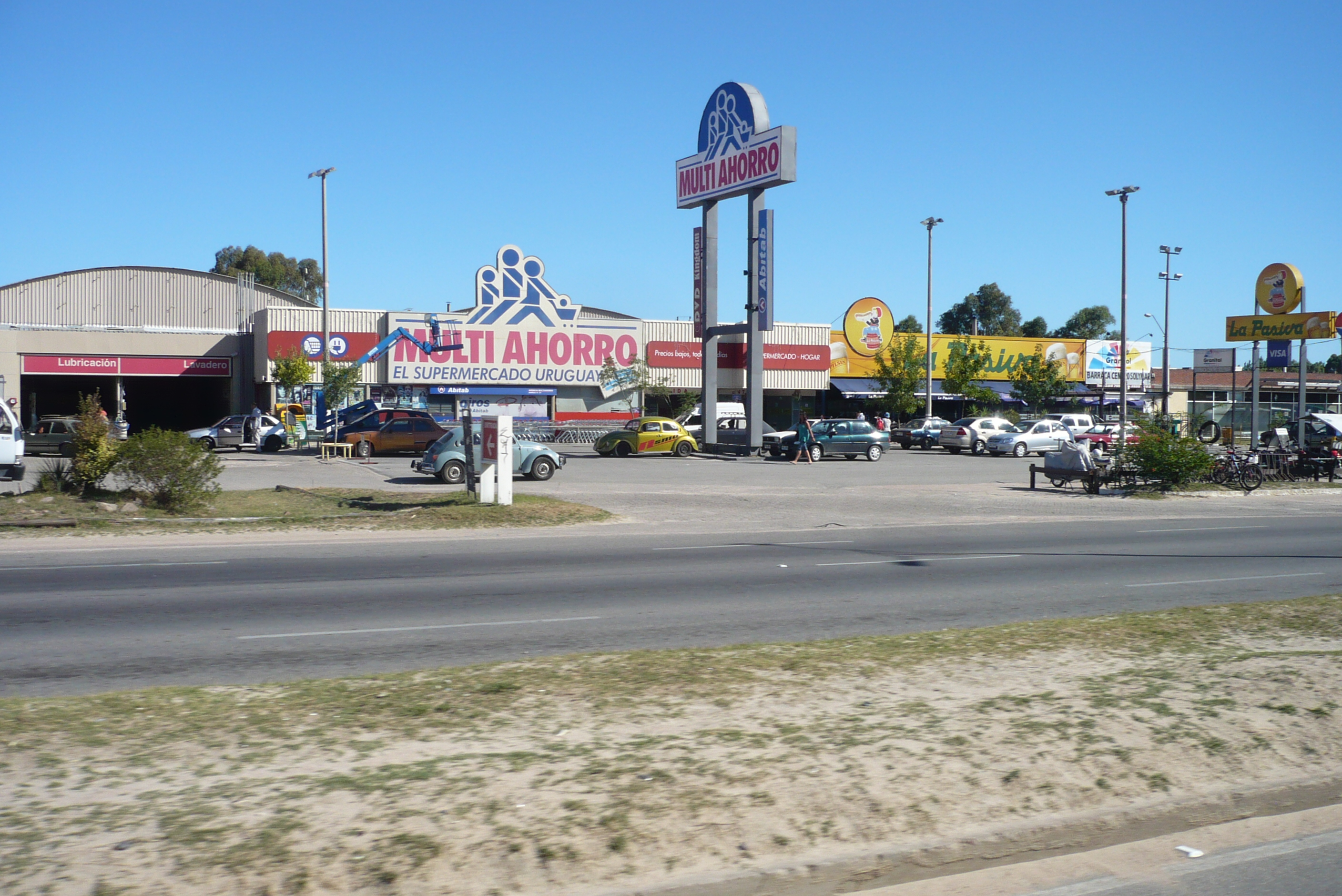
Sucursal Multi Ahorro en Ciudad de la Costa. En la actualidad es un supermercado de la firma Ta-Ta.

Multi Ahorro fue una cadena de supermercados fundada en el año 1995 por ocho comerciantes independientes en Montevideo, abriendo su primer sucursal sobre la avenida General Flores y Serrato En el barrio Pérez Castellanos.
En la última parte de 1999, Multi Ahorro inauguró la cadena de locales de autoservicio Super Fresco, adoptando el concepto de "Hard Discount" visto en otras partes del mundo.
Posteriormente la cadena iría sumando nuevas sucursales y en 2006 incursionando en la venta de electrodomésticos y artículos para el hogar mediante Multi Ahorro Hogar. 
Ese mismo año Multi Ahorro Hogar inauguró su primera sucursal dentro de Punta Carretas Shopping.
A principios de octubre de 2007, Multi Ahorro reconvirtió todos sus establecimientos de Super Fresco en Multi Ahorro Express, con el fin de unificar los puntos de venta de la empresa bajo un mismo paraguas.
A finales de 2012, la empresa Multi Ahorro fue adquirida por el Grupo Ta-Ta,pero continúo como marca disociada de Ta-Ta.  
por lo tanto la cadena de supermercados Multi Ahorro y Multi Ahorro Express fueron absorbidas por la cadena de supermercados Ta-Ta.
Después de la adquisición, y hasta 2018, todos los supermercados que conservaban el nombre y la identidad de Multi Ahorro fueron reemplazados por la identidad de Ta-Ta.  
A pesar de este cambio, Multi Ahorro Hogar, tienda que aún conserva su nombre, sigue intacto hasta la actualidad,que continuó funcionando como tienda, dentro de los supermercados Ta-Ta y fuera de los mismos.  
Además de que amplió y potenció su presencia en todo el país.
En 2015, los autoservicios de Multi Ahorro Express comenzaron a transformarse en Ta! Minisuper. 
La marca dejó de existir entre 2018 y 2019, lo que estuvo acompañado de un nuevo universo gráfico para TaTa. 

### Formatos anteriores

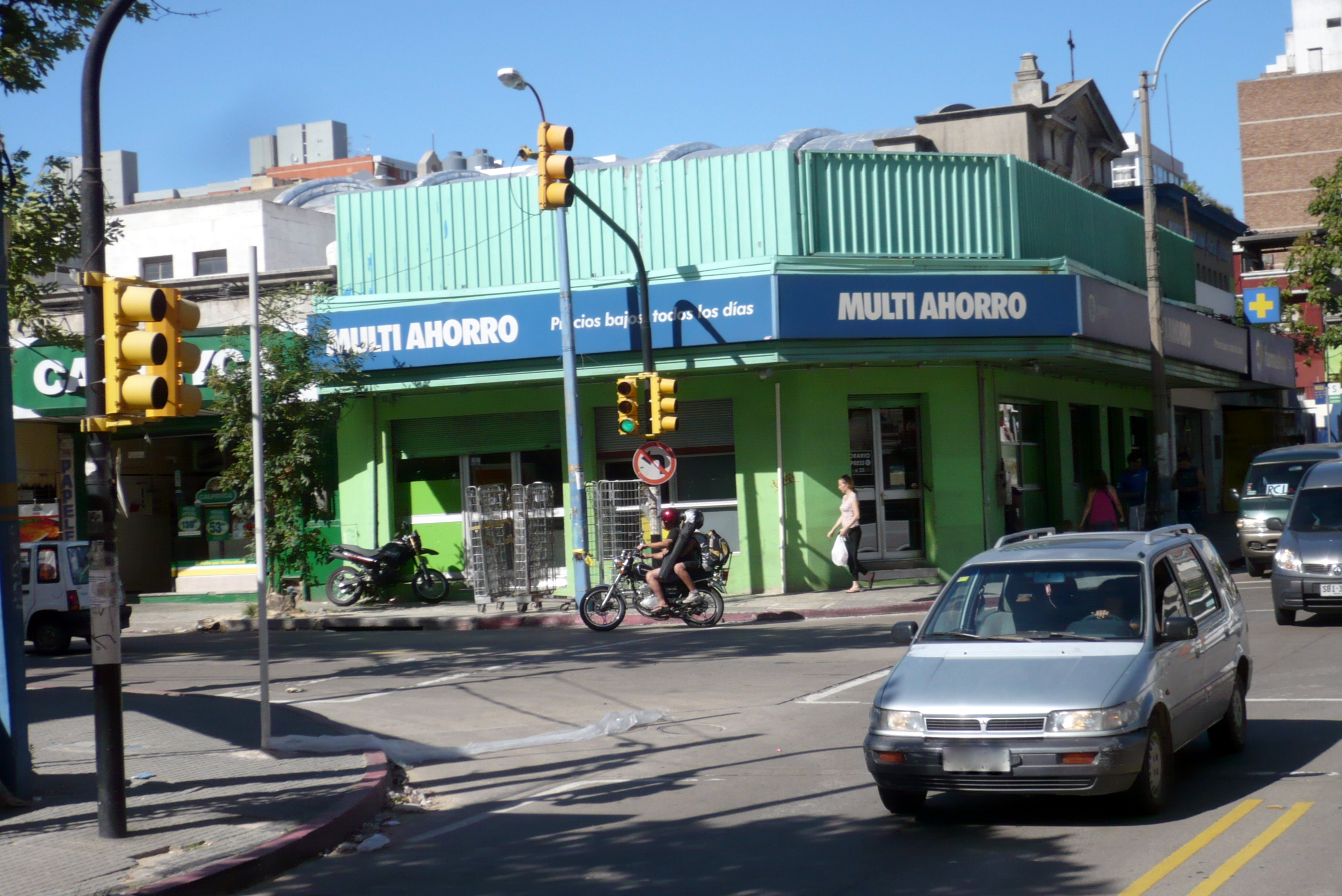
Multi Ahorro express

- Multi Ahorro Supermercado: cadena de supermercados. Ahora supermercados Ta-Ta.

- Multi Ahorro Express: cadena de minimercados de atención rápida.(Anteriormente Super Fresco hasta 2007,actualmente funcionando como Ta-Ta Express).
- Multi Ahorro Hogar: tienda de electrodomésticos, línea blanca, equipos de computación, bicicletas, etc.

Cómo se menciona anteriormente, la red de supermercados Multi Ahorro y Multi Ahorro Express fueron absorbidas por los supermercados Ta-Ta, mientras que Multi Ahorro Hogar continuó funcionando como tienda.

## Actualidad
En la actualidad Multi Ahorro Hogar cuenta con un total de 81 sucursales, algunas de éstas dentro de sucursales Ta-Ta y otras de forma independiente.  
También cuenta con la tienda en línea multiahorro.com.uy Archivado el 19 de mayo de 2021 en Wayback Machine. para la venta de artículos y productos de las marcas Multi Ahorro Hogar y Ta-Ta, con un servicio de entrega a domicilio.

## Locales
Principales sucursales Multi Ahorro Hogar: 
| N  | Sucursales              |
| -- | ----------------------- |
| 01 | Centro de Montevideo    |
| 02 | Punta Carretas Shopping |
| 03 | Portones Shopping       |
| 04 | Montevideo Shopping     |
| 05 | Nuevocentro Shopping    |
| 06 | Costa Urbana Shopping   |
| 07 | Las Piedras Shopping    |
| 08 | Punta Shopping          |
| 09 | Paysandú                |
| 10 | Colonia Shopping        |
| 11 | Salto Shopping          |

- Además de estar presente en todas las sucursales de los supermercados Ta-Ta de todo el país. Ver locales supermercados Ta-Ta